# CNA Plaza
El CNA Plaza es un edificio de 44 pisos y 183 m de altura, ubicado en el 333 South Wabash Avenue en el Loop del área de Chicago.

## Descripción
El CNA Plaza es un edificio de líneas simples, de silueta rectangular de estilo Internacional, con la particularidad única de que todo el edificio está pintado de color rojo brillante, convirtiéndolo en una estructura de aspecto corriente pero con uno de los aspectos más llamativos de la ciudad de Chicago. El edificio fue diseñado por la firma de arquitectos Graham, Anderson, Probst & White y su construcción culminó en 1972. Se utilizó ese característico color rojo, para rememorar una puesta de sol sobre el mar, como se aprecia en su silueta roja, con el lago Míchigan al fondo.

## Historia
Originalmente conocido como Continental Center III, en referencia a los nombres originales de CNA Financial Corporation y Continental National American Group, tanto el CNA Plaza como su vecino, el CNA Plaza North o Continental Center II construido en 1962, están unidos y ambos fueron pintados de rojo. El edificio más bajo de color rojo más tarde fue restaurado, pero en su tono gris original. Los dos edificios están unidos a nivel del segundo piso. Esta conexión le permite al Centro de Conferencias de la CNA utilizar los servicios y espacios de esa planta, aunque todas las entradas y salidas se hacen a través del CNA Plaza.
En 1999, un gran fragmento de una ventana se cayó del edificio y causó la muerte de una mujer que caminaba con su hijo frente al edificio. La compañía de seguros inmobiliarios CNA Financial más tarde pagó la suma de USD 18 millones para resolver la demanda de la familia de la víctima. También, como consecuencia del accidente, todas las ventanas del edificio fueron reemplazadas en un costoso proceso de reemplazo de los cerramientos exteriores. Hoy en día, la empresa chequea físicamente cada ventana mensualmente. Tras esta experiencia, muchos otros propietarios de edificios en Chicago han revisado la solidez de sus ventanas, dando lugar a un aluvión de reparaciones y sustituciones.

## Mensajes por ventanas iluminadas
Utilizando una combinación de luces de encendido/apagado y 1600 persianas de ventana abierta/cerrada (y en ocasiones recortes de poliuretano), las ventanas del CNA Plaza suelen usarse para mostrar mensajes por iluminación de ventana, por lo general para conmemorar días de fiesta, memoriales y otros eventos que denotan el orgullo cívico de Chicago, por ejemplo, cuando los Medias Blancas jugaron y ganaron la Serie Mundial de 2005. Un programa de computadora es utilizado para calcular las ventanas que se deben activar para crear el mensaje deseado.

## Galería
|                                          |
| CNA Plaza alentando a los Chicago Bears. |

|                                                                      |
| Mensaje de ventanas iluminadas para la víspera de año nuevo en 2006. |